# Sultanat de Sambas
1609–1956

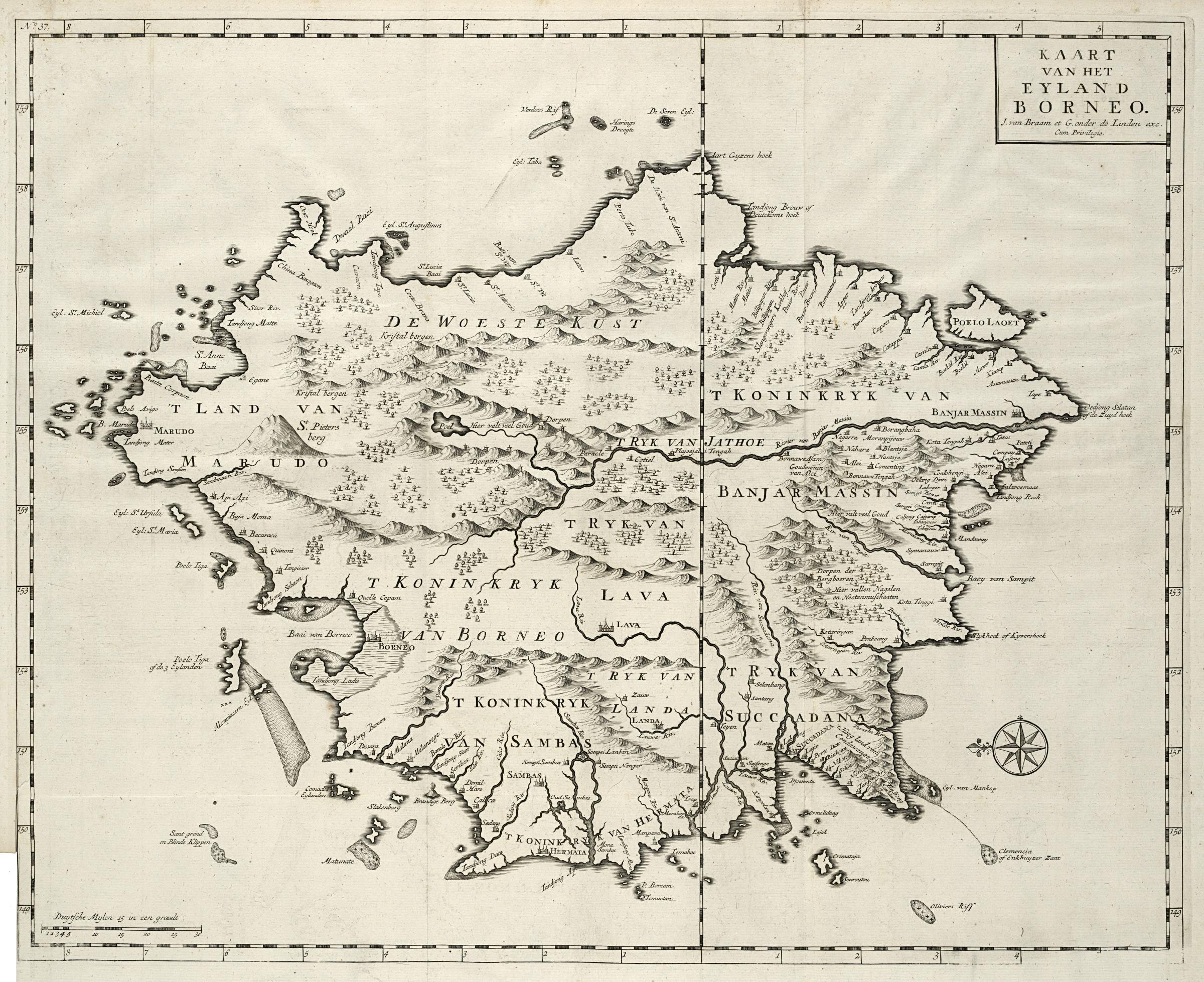
Carte néerlandaise de 1724 montrant notamment les royaumes de Sambas, Sukadana et Banjarmasin

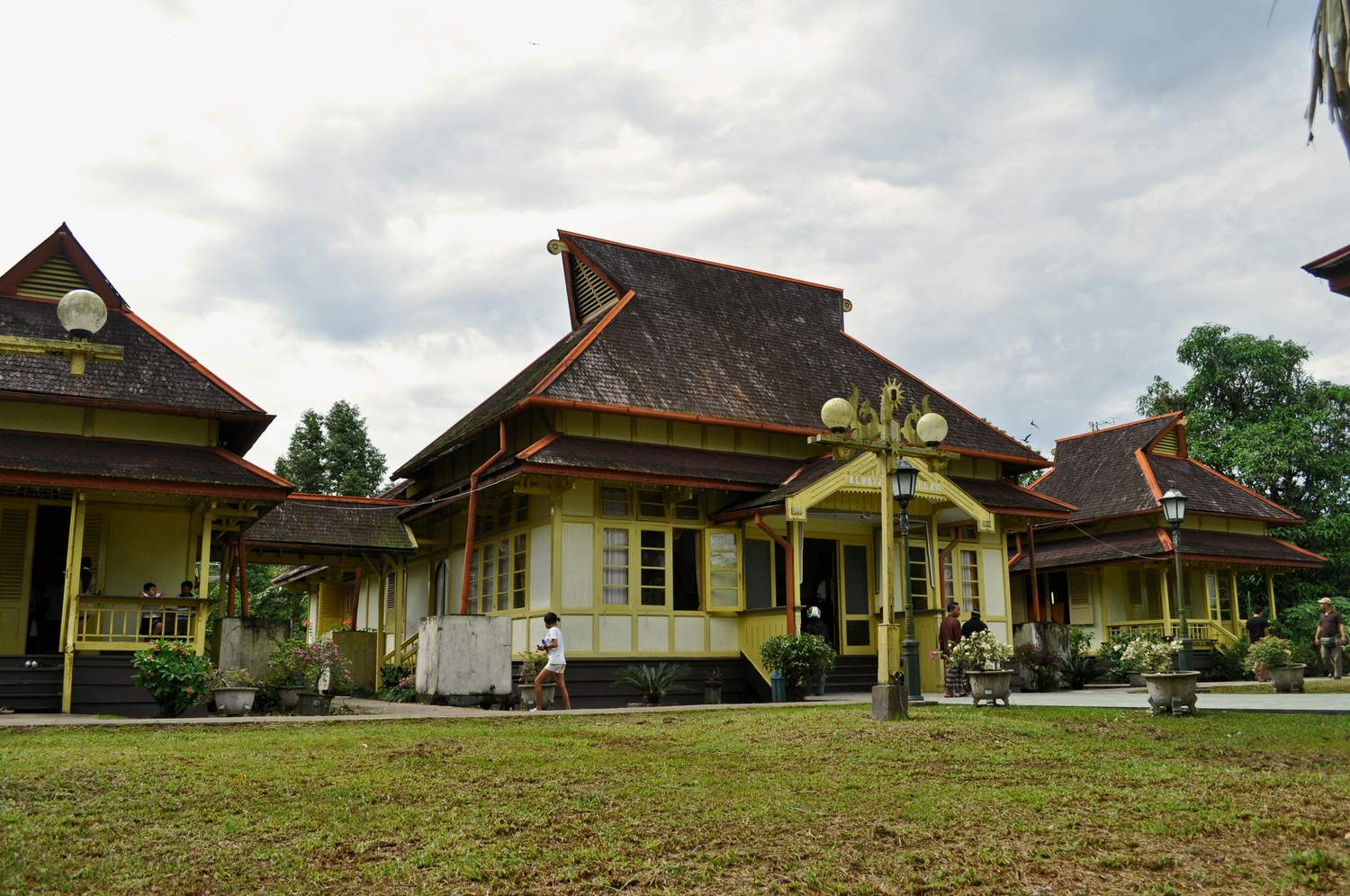
Le palais des sultans de Sambas en 2010

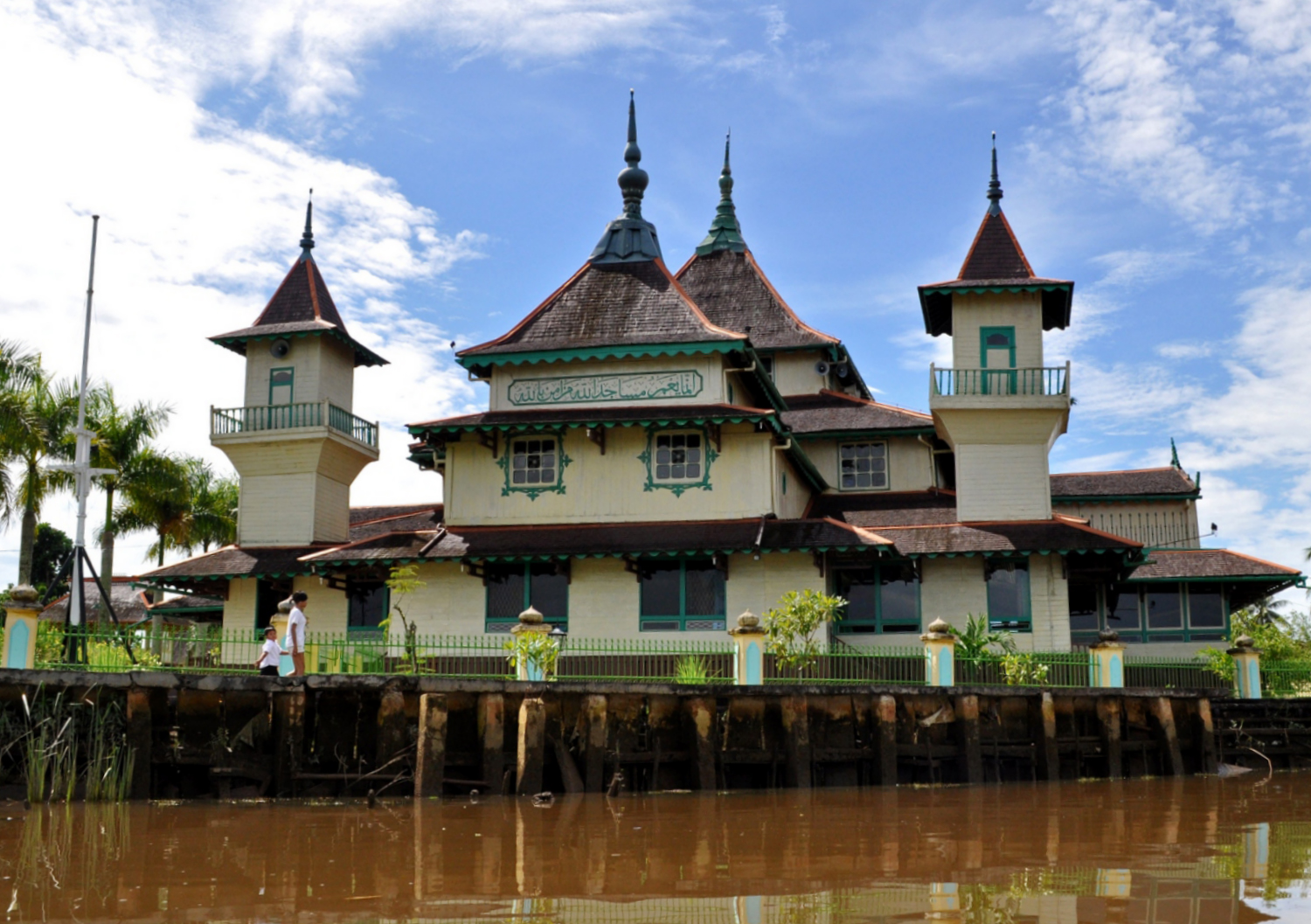
La mosquée des sultans de Sambas en 2010

Le sultanat de Sambas est un ancien royaume d'Indonésie dans la province indonésienne de Kalimantan occidental, dans l'île de Bornéo.
Aujourd'hui, Sambas est un kabupaten (département) de la province.

L'actuel kabupaten de Sambas dans la province de Kalimantan occidental

## Histoire

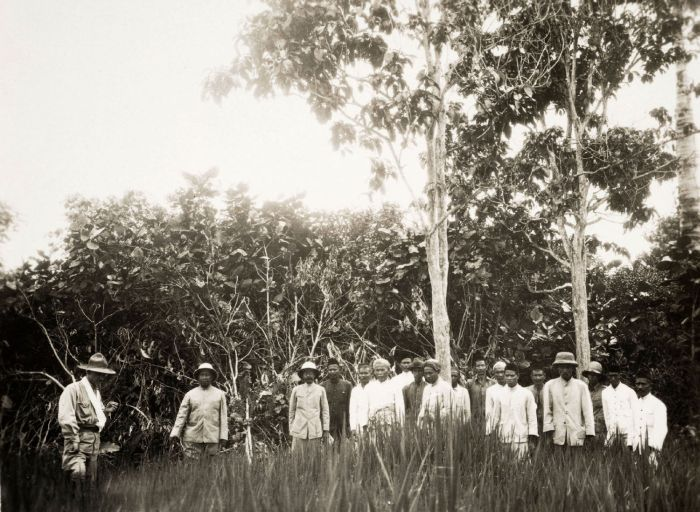
Le Pangeran Bandahara (vizir) de Sambas en compagnie d'un fonctionnaire colonial (1931)

L'histoire du sultanat de Sambas est liée à celle du sultanat de Brunei.
En 1818, les deux plus importants États princiers de la partie de Bornéo incluse dans la zone d'influence des Pays-Bas au titre du Traité de Londres de 1824, les sultanat de Pontianak et Sambas, reconnaissent la souveraineté néerlandaise.
À la suite de l'invasion des Indes néerlandaises par les Japonais en 1942, le sultan Muhammad Ibrahim Shafi est exécuté en 1944 lors du massacre de Mandor. Le sultanat est suspendu et remplacé par un conseil de gouvernement japonais. Il est restauré par les Hollandais en 1946.
Depuis 1984, le chef de la maison royale est le prince Winata Kusuma. Il a été reconnu comme sultan en 2000.
Le palais, ou keraton Alwatziqubillah se trouve dans la ville de Sambas, à 80 km de Singkawang et 225 km de Pontianak. Le cimetière royal se trouve non loin du palais.
1. ↑  Site du kabupaten de Sambas

## Le sultan
Le titre du sultan est Sri Paduka al-Sultan Tuanku. Il est suivi de son nom de règne, puis de ibni al-Marhum ("fils du défunt"), puis des titres et du nom de règne de son père.
L'épouse du sultan porte le titre de Sri Paduka Ratu.
La règle de succession est la primogéniture mâle, les fils des épouses royales ayant la préséance sur ceux des épouses roturières.

## Liste des souverains
- Sepudak, reine de Sambas à partir de 1609
- Anom Kesumayuda, reine de Sambas à partir de 1634
- Muhammad Saif ud-din I, 1675-1689
- Muhammad Taj ud-din, 1689-1708
- Umar Akam ud-din I, 1708-1732
- Abu Bakar Kamal ud-din I, 1732-1762
- Umar Akam ud-din II, 1762-1789, 1793 - 1802
- Muhammad Tajuddin II, 1789 - 1793
- Abu Bakar Taj ud-din I, 1802-1815
- Muhammad 'Ali Shafi ud-din I, 1815-1828
- Usman Kamal ud-din, 1828 - 1832
- Umar Akam ud-din III, 1832 - 1845
- Abu Bakar Taj ud-din II, 1846-1855
- Umar Kamal ud-din, 1855-1866
- Muhammad Shafi ud-din II, 1866-1922
- Muhammad Ali Shafi ud-din II, 1922-1926
- Prince Muhammad Tayeb,1926 - 1931
- Muhammad Ibrahim Shafi ud-din, 1926-1944
- Interrègne, 1945-1946
- Prince Muchsin Panji Anom, 1946 - 1950
- Prince Muhammad Taufik, 1950-1984, chef de la maison royale
- Prince Winata Kusuma, chef de la maison royale, 1984-2000, sultan à partir de 2000, mort le 1er février 2008
- Prince Muhammad Tarhan Winata Kusuma, chef de la maison royale depuis le 3 février 2008.

## Sources
- Sambas